# 莲花镇 (恭城县)
莲花镇，是中华人民共和国广西壮族自治区桂林市恭城瑶族自治县下辖的一个乡镇级行政单位。

## 行政区划
莲花镇下辖以下地区：
莲花社区、莲花村、竹山村、枧头村、笔山村、朗山村、湖山村、门等村、东寨村、岩口村、崇岭村、老君村、坪岭村、独石村、凤岩村、势江村、东科村、杨梅村、龙围村、坪冲村、黄泥岗村、蒲源村、桑源村和兰洞村。